# 罗格河-锡斯基尤国家森林
罗格河-锡斯基尤国家森林（英語：Rogue River–Siskiyou National Forest）是一座美国国家森林，位于美国俄勒冈州和加利福尼亚州。2004年，罗格河国家森林和锡斯基尤国家森林行政上合并，变成了如今的森林。现在，罗格河-锡斯基尤国家森林从喀斯喀特山脉之山巅一直延续至锡斯基尤山脉，面积近1.8 × 106英畝（7,300平方）。